# 췬완

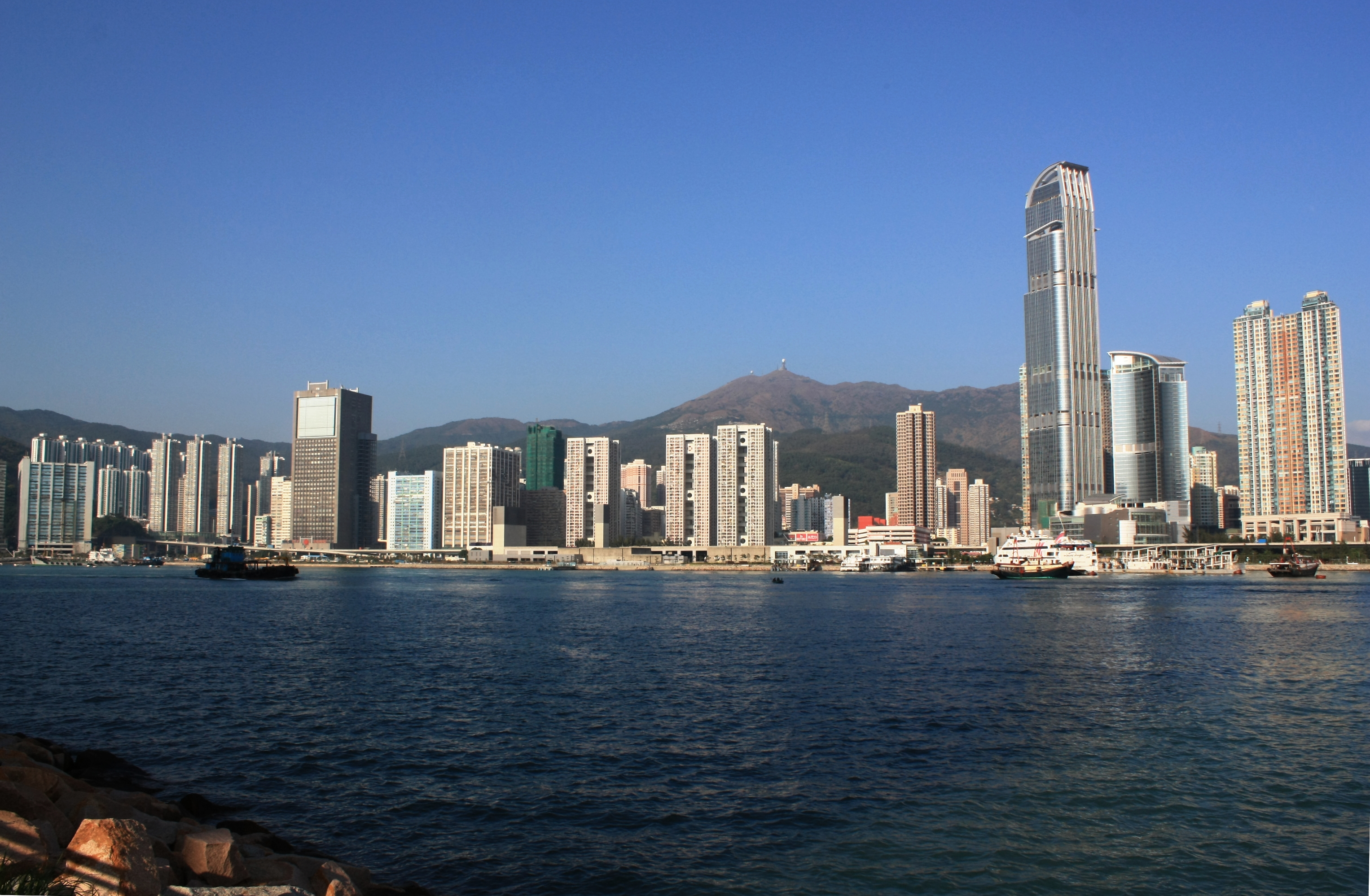
취안완

췬완(중국어 간체자: 荃湾, 정체자: 荃灣, 병음: Quánwān, 영어: Tsuen Wan)은 홍콩 췬완 구의 지역이다. 췬완은 췬완 신시진의 일원으로 구성되어 있는 곳으로도 유명하다.

## 같이 보기
- 췬완 부두